# Innerschwyz

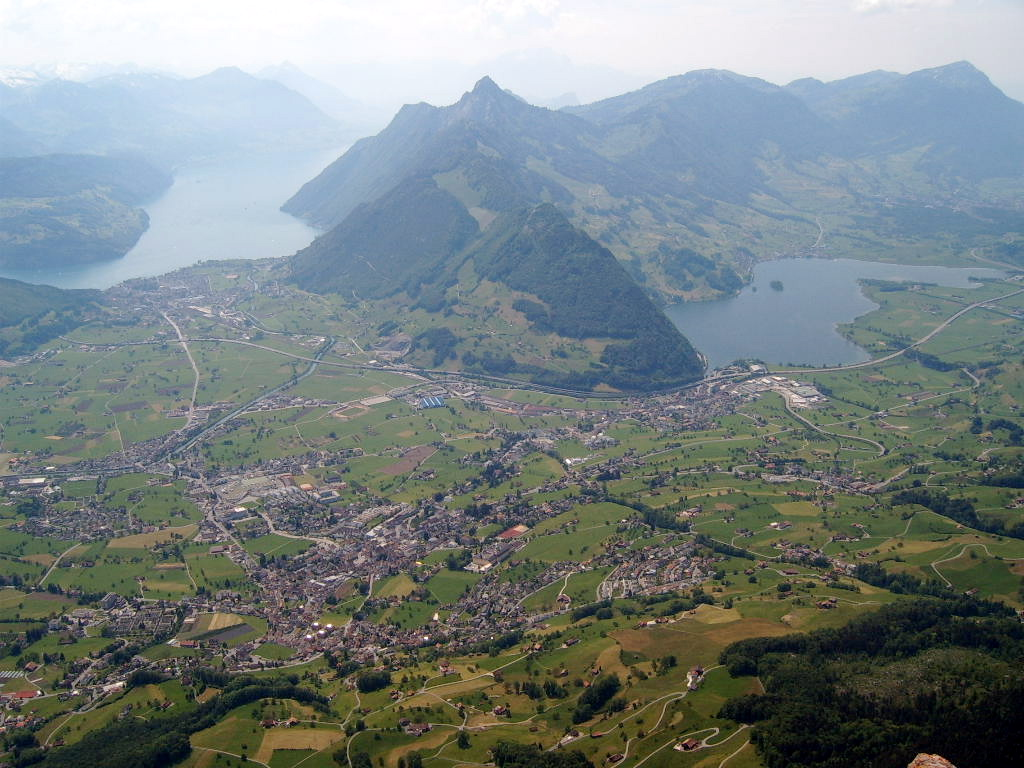
Blick vom Grossen Mythen auf Vierwaldstätter- und Lauerzersee

Die Region Innerschwyz umfasst die Bezirke Schwyz, Gersau und Küssnacht im Kanton Schwyz. Vielfach werden auch die an der Rigi-Südlehne gelegenen Luzerner Gemeinden Greppen, Weggis und Vitznau dazugezählt.
Diese Region, die historisch zu den Waldstätten gehört und damit Anteil an der Entstehung der Alten Eidgenossenschaft um 1291 hatte, liegt an der Gotthard-Verkehrsachse. Anders als der zur Agglomeration Zürich gehörende nördliche Kantonsteil Ausserschwyz ist Innerschwyz nach Luzern hin orientiert. 1831 bis 1833 waren die Ausserschwyz und die Innerschwyz vorübergehend Halbkantone. Hauptgrund war die politische Schlechterstellung der Ausserschwyz gegenüber dem «altgefryten» Teil des Kantons. Nach dem militärischen Eingreifen eidgenössischer Truppen einigte man sich auf eine Wiedervereinigung. Am 23. Oktober 1833 kam es zur Einführung einer neuen Verfassung, durch die volle politische Rechtsgleichheit im ganzen Kantonsgebiet gewährt wurde. Die Kosten der eidgenössischen Intervention von 400'000 Fr. sollten zuerst vollumfänglich Innerschwyz aufgebürdet werden, wurden jedoch schliesslich auf 100'000 Fr. reduziert.
Touristisch wird die Region unter dem Label Swiss Knife Valley vermarktet, da Victorinox die weltbekannten Schweizer Taschenmesser in Ibach fabriziert.